# Nymphargus lasgralarias
Espèce
Nymphargus lasgralarias est une espèce d'amphibiens de la famille des Centrolenidae.

## Répartition
Cette espèce est endémique de la province de Pichincha en Équateur. Elle se rencontre entre 1 850 et 2 200 m d'altitude sur le versant pacifique de la cordillère Occidentale.

## Description
Les mâles mesurent de 24,6 à 26,5 mm.

## Étymologie
Son nom d'espèce lui a été donné en référence au lieu de sa découverte, la réserve Las Gralarias.

## Publication originale
- Hutter & Guayasamin, 2012 : A new cryptic species of glassfrog (Centrolenidae: Nymphargus) from Reserva Las Gralarias, Ecuador. Zootaxa, no 3257, p. 1-21.